# Corymorpha microrhiza
Corymorpha microrhiza är en nässeldjursart som först beskrevs av Sydney John Hickson och Gravely 1907.  Corymorpha microrhiza ingår i släktet Corymorpha och familjen Corymorphidae. Inga underarter finns listade i Catalogue of Life.